# Miano surowicy
Miano surowicy, miano przeciwciał – liczba przeciwciał w badanej surowicy odpornościowej. Ustala się ją na podstawie obserwacji dodatniej reakcji antygenu z przeciwciałem przy największym rozcieńczeniu surowicy.